# Xanthorhoe cedrinodes
Xanthorhoe cedrinodes är en fjärilsart som beskrevs av Edward Meyrick 1911. Xanthorhoe cedrinodes ingår i släktet Xanthorhoe och familjen mätare. Inga underarter finns listade i Catalogue of Life.